# Recurdyn
recurdyn（recursive dynamic）仿真软件是韩国function bay公司开发的一个基于递归算法的多体动力学系统仿真软件，其采用相对坐标系运动方程。适合行业主要是通用机械领域、传送机械、汽车、航空航天、兵器行业、电子电器领域的仿真分析。

## 主要模块
RecurDyn主要处理机构、结构、控制、液压、摩擦、润滑、疲劳、可靠性方面的问题。其中机构方面能处理刚体机构、基于小变形假设的模态柔性体机构以及基于有限元理论的大变形柔性机构；结构方面能和有限元进行结合处理动态有限元问题；另外其专有的液压、摩擦、皮带、齿轮、履带、链传动、轮胎、活塞、曲柄、配气机构、媒介机构等模块都直接提供建立好的模型供用户选择而无需重新建模；自带求解器模块，后处理模块还支持二次开发。

## 界面风格
recurdyn界面基于Windows开发，支持的几何模型有parasolid、iges、step、prt、acis、shl等并和常用的三维CAD软件（pro/engineering\solidworks\ug\solid edge\catia）等无缝对接，自身也带有建模功能。

## 历史版本
1997年发布

2007年7.1版本

2008年7.3版本

2010年7.4版本

2011年7.5版本

2012年8.1版本